# 牛型放线菌
牛型放线菌（学名：Actinomyces bovis），也称牛放线菌，是放线菌属的下属物种，呈革兰氏阳性，是一个杆状细菌。它是牛下颚肿块（放线菌病）的病原体，偶尔也会引起人类放线菌病感染。牛型放线菌通常寄生在健康的反刍动物的胃肠道中，但它是一种机会性细菌，它通过黏膜上的溃疡或擦伤进入组织进而引起感染。当口腔组织受到物理损伤时，会使细菌在深层组织和骨骼中定植，并导致这种疾病的发生。这种疾病通常会影响下颌骨和上颌骨。放线菌病以含有“硫”颗粒的脓肿为特殊病癥，其菌落呈嗜碱性，在组织学标本上呈棒状反应产物。下颚肿块通常用广谱抗生素治疗，但效果不一。在牛型放线菌流行的国家可能给生产者造成重大经济损失，因为这种细菌是人畜共患的，所以它是一个人类健康问题，可引起肉芽肿、脓疡、皮肤损伤和支气管肺炎。

## 历史
牛型放线菌最早于1877年由Bollinger和Harz首次被描述，当时他们从一头牛身上分离出导致下颚肿块的病原体。从那以后，关于感染源的两种理论迅速发展起来。
第一种理论称为外源性理论，由Bostroem于1891年提出，当时他提出感染是由异物引起的，例如硬干草或杂草刺。这一理论主要得到临床观察的支持，并且很难在实验室环境中证明。第二种理论称为内源性理论，此理论认为牛型放线菌天然存在于健康动物的口腔中。多年来，这一理论得到了一些研究人员的支持，因为他们已经能够分离出多种放线菌菌株。
1905年，Wright描述了不同培养基中的分离技术和菌落形态。牛型放线菌是从人类和动物患者的正常口腔的扁桃体隐窝、受感染的牙齿和牙垢中分离出来。几位研究人员随后得出结论，牛型放线菌是口腔正常菌群的一部分，使口腔成为疾病的来源。参与感染的细菌颗粒的数量和毒力被认为对是否发生疾病有影响。
几位研究人员试图通过分离的牛型放线菌培养物确定活体动物的感染情况，但结果喜忧参半，一些人观察到疾病的发展，一些人没有观察到任何变化。1950年，首次描述了牛型放线菌的生命周期。

## 形态学
牛型放线菌是一种分枝的杆状细菌。在二倍体阶段，它呈革兰氏阳性；在单倍体阶段，呈棒状，革兰氏阴性。牛型放线菌是过氧化氢酶阴性的，这可以将其与其他厌氧性白喉菌区分开来。脑心浸液琼脂上的牛型放线菌的微菌落可与密切相关的物种，如衣氏放线菌和内氏放线菌区分开来。牛型放线菌水解淀粉的能力是将其与衣氏放线菌和内氏放线菌区分开来的另一种方式。

## 生命周期
牛型放线菌经历一个两个阶段的生命周期，一个单倍体阶段和一个二倍体阶段。牛型放线菌的生命周期从单倍体阶段开始，孢子发芽。当孢子进行DNA复制以准备接合时，孢子会长出棒状和分支。然后两个特化的单倍体细胞结合成为二倍体阶段的初始细胞。这个初始细胞在经历DNA复制时发芽和分支。然后从二倍体阶段分支形成孢子，孢子经历DNA还原，之后孢子发芽并完成生命周期。

## 在疾病中的作用

### 临床表现和诊断
牛的下颚肿块（放线菌病）主要有两种表现形式。一种是口腔和舌头上的软组织脓肿。另一中则解释了它的通用名称“下颚肿块”，因为牛型放线菌会感染下颌骨，引起骨髓炎和形成新的骨膜，使其具有典型的下颚肿块外观。它是由尖锐的物体引起的，例如粗糙的饲料或棍棒，摄入时在口腔中引起穿透性病变或牙周炎并发症。骨骼感染需要较深的病变才能引起，而较浅的病变则更可能引起口腔脓肿。骨头肿块通常不痛，并且可在数周至数月内形成，可导致面部变形、呼吸困难，偶尔还会出现牙齿松动。骨头肿块或软组织脓肿通常是由化脓性肉芽组织组成，质地通常为砂砾状，周围环绕着纤维膜。

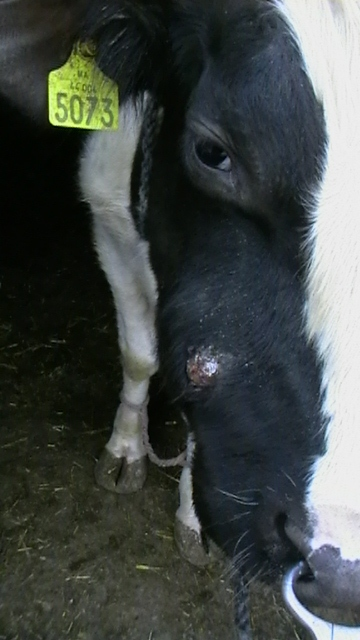
影响奶牛上颌骨的放线菌病

为诊断下颌肿块，需对从骨头肿块或其他脓肿中渗出的液体进行取样，如果感染没有突破皮肤，则进行抽吸。病变组织标本包埋在石蜡中，切成4至5毫米的切片，并用H&E染色剂染色后，可以通过组织病理学检查。牛型放线菌可以通过其嗜碱性菌落和在中性粒细胞肉芽肿病变中可见的棒状反应产物进行组织学鉴定。在组织学载玻片上看到的棒状物，也称为Spendore-Hoeppli蛋白，是细菌被包裹在磷酸钙蛋白复合物中的结果，因为宿主试图隔离感染。另一个诊断特征是存在“硫”颗粒，这是放线菌病的特征性特征。这些颗粒是肉眼可见的黄色渗出物小块，外观与硫磺颗粒相似，主要由细菌丝和宿主磷酸钙组成。

### 治疗
临床治疗对牛型放线菌病变的功效并不总是成功的，但是传统的治疗计划涉及广谱抗生素的组合和同时施用碘化物溶液在减少病变的炎症和传播方面取得了成功。初始治疗涉及手术清创化脓性和软组织病变，然后每天用生理盐水和聚维酮碘溶液分别清洗和冲洗感染部位，持续约1周。碘化钾口服溶液以及碘化钠静脉注射都取得了治疗的成功，同时也注意到联合使用时也能治疗成功。但是，碘化物的频繁治疗可能导致毒性，因此在整个治疗过程中应包括对碘中毒的临床症状的监测，如果监测到这种毒性迹象，应降低或停止碘化物的给药。肌内青霉素和链霉素的抗生素组合通常使用5至7天，并且与治疗成功广泛相关。其他抗生素，例如土霉素，氟甲砜霉素和氯噁唑西林也表现出敏感性。

### 预防
牛型放线菌的浸润发生在创伤和随后的口腔感染之后。口腔粘膜外伤的常见原因包括食用研磨性食物或异物（刺、金属丝等），或颊齿萌出。预防侧重于避免粗糙的饲料，建议用水软化饲料。如果感染在整个畜群中普遍存在，则特别鼓励对饲料结构进行检查。

## 经济学
牛型放线菌是少数被认为具有一定经济影响的放线菌属物种之一，尽管这种影响被认为是最小的，因为它通常不会在畜群内的动物之间传播，而且受影响的动物通常会被宰杀。在埃塞俄比亚，放线菌病占谴责的1.34%。